# جوزيف بومان
جوزيف بومان (بالإنجليزية: Joseph Bowman)‏ هو عسكري أمريكي، ولد في 1752 في مقاطعة فريدريك في الولايات المتحدة، وتوفي في 1779 في Forts of Vincennes, Indiana ‏ في الولايات المتحدة.